# Cryptochetum iceryae
Cryptochetum iceryae är en tvåvingeart som först beskrevs av Samuel Wendell Williston  1888.  Cryptochetum iceryae ingår i släktet Cryptochetum och familjen Cryptochetidae. Inga underarter finns listade i Catalogue of Life.

## Bildgalleri

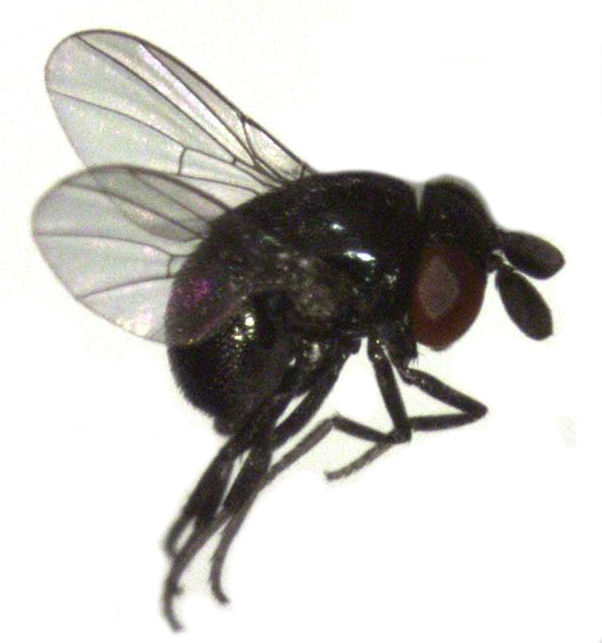